# Киладзе, Ламара Самсоновна
Ламара Самсоновна Киладзе (1932 год, Озургетский район, ССР Грузия) — колхозница колхоза имени Чарквиани Махарадзевского района, Грузинская ССР. Герой Социалистического Труда (1951).

## Биография
Родилась в 1932 году в крестьянской семье в одном из сельских населённых пунктов Озургетского района (сегодня — Озургетский муниципалитет). В послевоенное время трудилась рядовой колхозницей на чайной плантации колхоза имени Чарквиани Махарадзевского района. За выдающиеся трудовые результаты по итогам 1948 года награждена Орденом Трудового Красного Знамени.
В 1950 году собрала 6022 килограмма сортового зелёного чайного листа на участке площадью 0,5 гектара. Указом Президиума Верховного Совета СССР от 1 сентября 1951 года удостоена звания Героя Социалистического Труда за «получение в 1950 году высоких урожаев сортового зелёного чайного листа» с вручением ордена Ленина и золотой медали «Серп и Молот» (№ 6146).
Награды
- Герой Социалистического Труда
- Орден Ленина
- Орден Трудового Красного Знамени (29.08.1949)
- Медаль «За трудовую доблесть» (19.07.1950)